# Axel Mitbauer
Axel Mitbauer (* 3. März 1950 in Leipzig) ist ein ehemaliger deutscher Leistungssport-Schwimmer und heutiger Schwimmsport-Trainer. 1969 floh er aus der DDR, wobei er 22 km von Boltenhagen nach Lübeck durch die Ostsee in die Bundesrepublik Deutschland schwamm.

## Leben

### Erfolge im DDR-Schwimmsport
Im Alter von acht Jahren wurde Axel Mitbauer während eines Kindersportfestes in Leipzig von einem Talentsucher entdeckt. Mit zwölf Jahren wurde er in den Nationalkader der DDR übernommen. Er wurde viermal Spartakiadesieger. Mitbauer wurde als Schwimmer des SC DHfK Leipzig auf der Langbahn 1968 DDR-Meister über 400 Meter Freistil. Über dieselbe Strecke wurde er 1967 Dritter, über 1500 Meter Freistil erreichte er 1967 den zweiten Rang. Auf der Kurzbahn gewann Mitbauer 1968 die DDR-Meisterschaft über 1500 Meter Freistil sowie im selben Jahr Bronze über 400 Meter Freistil. 1968 fragte er während eines Wettkampfes in Budapest einen westdeutschen Schwimmer und dessen Trainer, wie man in die Bundesrepublik gelangen könnte. Wenig später wurde Mitbauer vom Ministerium für Staatssicherheit (MfS) verhaftet und in die Zentrale Untersuchungshaftanstalt Berlin-Hohenschönhausen verbracht. Nach siebenwöchiger Einzelhaft wurde er wieder entlassen und mit einem lebenslangen Start- und Sportstättenverbot belegt. Zudem stand er seither unter besonderer Beobachtung durch die Stasi; ein Studium wurde ihm untersagt.

### Flucht in die Bundesrepublik
Anfang August 1969 fuhr Mitbauer an die Ostsee. Um die mitreisenden Stasi-Begleiter abzuschütteln, sprang er bei Schwerin aus dem fahrenden Zug und zeltete unangemeldet auf einem Campingplatz. Am 17. August 1969 gegen 21 Uhr abends stieg er bei Boltenhagen – dem westlichsten Badeort der DDR – in die Ostsee. Ohne Orts- und Wetterkenntnis schwamm er 22 km in Richtung Westen, wobei er sich an den Sternen orientierte. Gegen 24 Uhr erreichte er die Leuchtboje 2a in der Lübecker Bucht, bei der er bis zum Morgen ausharrte. Um 7:14 Uhr entdeckte ihn der Kapitän der Passagierfähre „Nordland“ und nahm ihn an Bord. Die Geschichte seiner Flucht verkaufte er für 10.000 DM an die Zeitschrift Stern. Seine in der DDR verbliebene Mutter verlor ihren Arbeitsplatz, weil sie sich weigerte zu unterschreiben, nie einen Sohn gehabt zu haben. Sie durfte sechs Jahre nach seiner Flucht aus der DDR ausreisen. Nach seiner erfolgreichen Flucht verschärfte das MfS die Überwachung der Spitzensportler, um künftige Fluchten bereits im Vorfeld zu unterbinden.

### Leben in der Bundesrepublik
Bei den Europameisterschaften 1970 konnte Axel Mitbauer mit der 4-mal-200-Meter-Freistilstaffel Gold für die Bundesrepublik holen, erreichte jedoch nachher keine weiteren großen sportlichen Erfolge mehr. An dem Qualifikationsrennen für die Olympischen Spiele 1972 konnte er infolge einer Verletzung nicht teilnehmen, die er sich bei einer Leichtathletikvorprüfung an der Deutschen Sporthochschule Köln zugezogen hatte. Er absolvierte eine Ausbildung zum Diplom-Sportwissenschaftler in Köln und nahm beim Düsseldorfer Schwimmclub eine Anstellung als Nachwuchstrainer an. In den 1980er Jahren arbeitete er sieben Jahre auf Sardinien. Von Januar 2006 bis Juli 2013 trainierte er die SGR Karlsruhe; zuvor war er als Cheftrainer beim Schwimmverein beider Basel. Im September 2017 feierte er seine Rückkehr in den Schwimmsport und wurde Trainer beim Swim Team Lucerne. Axel Mitbauer ist verheiratet und hat zwei Kinder. Im Jahr 2025 erscheint ein Film über seine Lebensgeschichte unter dem Titel "Der Wettkampf meines Lebens" in den deutschsprachigen Kinos.